# Ruský Hrabovec
Ruský Hrabovec (Hongaars: Nagygereblyés) is een Slowaakse gemeente in de regio Košice, en maakt deel uit van het district Sobrance.
Ruský Hrabovec telt 337 inwoners.